# Tim Myers
Tim Myers (17 de septiembre de 1990) es un futbolista neozelandés que juega como defensor en el Three Kings United.

## Carrera
Comenzó las inferiores en el Nelson Suburbs, donde los ojeadores del Waitakere United se interesaron por él y le propusieron un contrato. Myers terminó las inferiores en la franquicia neozelandesa y finalmente debutó en 2008. Con el Waitakere consiguió cinco veces el Campeonato de Fútbol de Nueva Zelanda. En 2015 pasó al Team Wellington. Ese mismo año se desvinculó del club y firmó con el Three Kings United.

### Clubes
| Club               | País          | Año             |
| ------------------ | ------------- | --------------- |
| Waitakere United   | Nueva Zelanda | 2007 - 2014     |
| Team Wellington    | Nueva Zelanda | 2015            |
| Three Kings United | Nueva Zelanda | 2015 - Presente |

### Selección nacional
Participó con la selección Sub-17 de Nueva Zelanda en la Copa Mundial de 2007. El torneo no fue nada positivo para el seleccionado neozelandés que perdió en todas sus presentaciones y no pudo convertir goles. Los dos partidos en los que jugó Myers finalizaron 5-0 a favor de Inglaterra y 7-0 para Brasil. Con la selección mayor, fue convocado para la Copa de las Naciones de la OFC 2012 en reemplazo de Winston Reid.
Disputó con el seleccionado Sub-23 los Juegos Olímpicos de Londres 2012.

#### Partidos y goles internacionales
| Partidos y goles internacionales | Partidos y goles internacionales | Partidos y goles internacionales | Partidos y goles internacionales | Partidos y goles internacionales | Partidos y goles internacionales    | Partidos y goles internacionales |
| #                                | Fecha                            | Estadio                          | Rival                            | Resultado                        | Competición                         | Gol(es)                          |
| -------------------------------- | -------------------------------- | -------------------------------- | -------------------------------- | -------------------------------- | ----------------------------------- | -------------------------------- |
| 2012                             |                                  |                                  |                                  |                                  |                                     |                                  |
| 1                                | 4 de junio                       | Estadio Lawson Tama, Honiara     | Papúa Nueva Guinea               | 2 – 1                            | Copa de las Naciones de la OFC 2012 |                                  |
| 2                                | 6 de junio                       | Estadio Lawson Tama, Honiara     | Islas Salomón                    | 1 – 1                            | Copa de las Naciones de la OFC 2012 |                                  |
| 3                                | 10 de junio                      | Estadio Lawson Tama, Honiara     | Islas Salomón                    | 4 – 3                            | Copa de las Naciones de la OFC 2012 |                                  |

## Palmarés
| Título                | Club             | País          | Año     |
| --------------------- | ---------------- | ------------- | ------- |
| Campeonato de Fútbol  | Waitakere United | Nueva Zelanda | 2009/10 |
| ASB Premiership       | Waitakere United | Nueva Zelanda | 2010/11 |
| Preolímpico de la OFC | Selección Sub-23 | Nueva Zelanda | 2012    |
| ASB Premiership       | Waitakere United | Nueva Zelanda | 2011/12 |
| Charity Cup           | Waitakere United | Nueva Zelanda | 2012    |
| ASB Premiership       | Waitakere United | Nueva Zelanda | 2012/13 |